# クリケット・マクレー
クリケット・マクレー（Cricket McRae、生年非公表）は、アメリカ合衆国の推理作家。ベイリー・ケイツ (Bailey Cates) 、K・C・マクレー (K.C. McRae) 名義も使用する。

## 経歴
ワイオミング州で生まれ、アメリカ西部で育つ。幼い頃は「少女探偵ナンシー」や、「大草原の小さな家」で知られるローラ・インガルス・ワイルダーの大ファンだった。コロラド州立大学で哲学と英語の学位を取得。マイクロソフトに勤めていたこともある。約20年を過ごした太平洋岸北西部は、後に著作"Home Crafting Mysteries" シリーズの舞台とした。K・C・マクレー名義で発表した"Shotgun Moon" は初めてとなる現代の西部ミステリで、モンタナ州ビタールート・バレーを舞台としている。ベイリー・ケイツ名義では、「ハニービー・ベーカリーの事件簿シリーズ」（"Magical Bakery Mysteries" ）を上梓している。現在はコロラド州に住んでいる。

## 作品リスト
クリケット・マクレー 名義
Home Crafting Mysteries
1. Lye in Wait (2007)
2. Heaven Preserve Us (2008)
3. Spin a Wicked Web (2009)
4. Something Borrowed, Something Bleu (2010)
5. Wined and Died (2011)
6. Deadly Row to Hoe (2012)

ベイリー・ケイツ名義
ハニービー・ベーカリーの事件簿
1. 隠し味は罪とスパイス Brownies and Broomsticks （ 2012年5月 /  2014年9月 ヴィレッジブックス 飯原裕美訳）
2. Bewitched, Bothered and Biscotti (2012)
3. Charms and Chocolate Chips (2013)
4. Some Enchanted Eclair (2014)

K・C・マクレー名義
- Shotgun Moon (2013)